# Elene (gedicht)
Elene is een Oudengels gedicht van de Angelsaksische dichter Cynewulf. Het wordt beschouwd als zijn meesterwerk. Het gedicht telt 1322 regels en is bewaard gebleven in het uit de 10e eeuw daterende Vercelli Book.

## Inhoud
Het gedicht verhaalt hoe Helena, de moeder van keizer Constantijn, op hoge leeftijd op zoek gaat naar het Ware Kruis, dat zij uiteindelijk ontdekt in het Heilige Land. 

In het laatste en vijftiende canto vertelt de dichter hoe hij genoten heeft van de geneugten van het leven, maar ook besefte dat hij in zonde leefde. Nu hij oud is en spoedig zal sterven heeft hij vrede gevonden in God, omdat hij de betekenis van het Kruis heeft leren begrijpen.